# Eleições legislativas portuguesas de 1980 no distrito de Castelo Branco
| Eleições legislativas portuguesas de 1980 Distritos: Aveiro \| Beja \| Braga \| Bragança \| Castelo Branco \| Coimbra \| Évora \| Faro \| Guarda \| Leiria \| Lisboa \| Portalegre \| Porto \| Santarém \| Setúbal \| Viana do Castelo \| Vila Real \| Viseu \| Açores \| Madeira \| Estrangeiro |

## Resultados por Concelho
Os resultados nos concelhos do Distrito de Castelo Branco foram os seguintes:

### Belmonte
| Partido                 | Partido                         | Votos | %               | +/-  |
| ----------------------- | ------------------------------- | ----- | --------------- | ---- |
|                         | Aliança Democrática             | 1 750 | 40,17 / 100,00  | 1,51 |
|                         | Frente Republicana e Socialista | 1 571 | 36,07 / 100,00  | 0,95 |
|                         | Aliança Povo Unido              | 560   | 12,86 / 100,00  | 1,28 |
|                         | POUS-PST                        | 115   | 2,64 / 100,00   | -    |
|                         | União Democrática Popular       | 45    | 1,03 / 100,00   | 0,31 |
|                         | Outros                          | 108   | 2,48 / 100,00   |      |
| Votos Inválidos         | Votos Inválidos                 | 207   | 4,75 / 100,00   | 1,05 |
| Total                   | Total                           | 4 356 | 100,00 / 100,00 |      |
| Eleitorado/Participação | Eleitorado/Participação         | 5 421 | 80,35 / 100,00  | 0,94 |

### Castelo Branco
| Partido                 | Partido                         | Votos  | %               | +/-  |
| ----------------------- | ------------------------------- | ------ | --------------- | ---- |
|                         | Aliança Democrática             | 18 371 | 51,13 / 100,00  | 1,04 |
|                         | Frente Republicana e Socialista | 11 377 | 31,67 / 100,00  | 2,78 |
|                         | Aliança Povo Unido              | 3 511  | 9,77 / 100,00   | 2,18 |
|                         | POUS-PST                        | 532    | 1,48 / 100,00   | -    |
|                         | Outros                          | 1 120  | 3,11 / 100,00   |      |
| Votos Inválidos         | Votos Inválidos                 | 1 016  | 2,82 / 100,00   | 0,89 |
| Total                   | Total                           | 35 927 | 100,00 / 100,00 |      |
| Eleitorado/Participação | Eleitorado/Participação         | 42 274 | 84,99 / 100,00  | 2,12 |

### Covilhã
| Partido                 | Partido                         | Votos  | %               | +/-  |
| ----------------------- | ------------------------------- | ------ | --------------- | ---- |
|                         | Aliança Democrática             | 14 331 | 37,85 / 100,00  | 0,46 |
|                         | Frente Republicana e Socialista | 12 521 | 33,07 / 100,00  | 4,39 |
|                         | Aliança Povo Unido              | 7 832  | 20,69 / 100,00  | 3,73 |
|                         | POUS-PST                        | 582    | 1,54 / 100,00   | -    |
|                         | União Democrática Popular       | 453    | 1,20 / 100,00   | 1,55 |
|                         | Outros                          | 937    | 2,48 / 100,00   |      |
| Votos Inválidos         | Votos Inválidos                 | 1 207  | 3,18 / 100,00   | 0,64 |
| Total                   | Total                           | 37 863 | 100,00 / 100,00 |      |
| Eleitorado/Participação | Eleitorado/Participação         | 44 001 | 86,05 / 100,00  | 1,62 |

### Fundão
| Partido                 | Partido                                         | Votos  | %               | +/-  |
| ----------------------- | ----------------------------------------------- | ------ | --------------- | ---- |
|                         | Aliança Democrática                             | 9 541  | 45,15 / 100,00  | 3,17 |
|                         | Frente Republicana e Socialista                 | 7 652  | 36,21 / 100,00  | 1,48 |
|                         | Aliança Povo Unido                              | 1 822  | 8,62 / 100,00   | 0,80 |
|                         | POUS-PST                                        | 391    | 1,85 / 100,00   | -    |
|                         | Partido Comunista dos Trabalhadores Portugueses | 228    | 1,08 / 100,00   | 0,17 |
|                         | Outros                                          | 614    | 2,91 / 100,00   |      |
| Votos Inválidos         | Votos Inválidos                                 | 882    | 4,17 / 100,00   | 1,13 |
| Total                   | Total                                           | 21 130 | 100,00 / 100,00 |      |
| Eleitorado/Participação | Eleitorado/Participação                         | 25 819 | 81,84 / 100,00  | 3,10 |

### Idanha-a-Nova
| Partido                 | Partido                         | Votos  | %               | +/-  |
| ----------------------- | ------------------------------- | ------ | --------------- | ---- |
|                         | Frente Republicana e Socialista | 4 880  | 42,22 / 100,00  | 2,10 |
|                         | Aliança Democrática             | 4 823  | 41,73 / 100,00  | 2,07 |
|                         | Aliança Povo Unido              | 687    | 5,94 / 100,00   | 2,32 |
|                         | POUS-PST                        | 243    | 2,10 / 100,00   | -    |
|                         | Outros                          | 406    | 3,52 / 100,00   |      |
| Votos Inválidos         | Votos Inválidos                 | 519    | 4,49 / 100,00   | 1,41 |
| Total                   | Total                           | 11 558 | 100,00 / 100,00 |      |
| Eleitorado/Participação | Eleitorado/Participação         | 14 062 | 82,19 / 100,00  | 3,73 |

### Oleiros
| Partido                 | Partido                         | Votos | %               | +/-  |
| ----------------------- | ------------------------------- | ----- | --------------- | ---- |
|                         | Aliança Democrática             | 5 315 | 80,24 / 100,00  | 3,19 |
|                         | Frente Republicana e Socialista | 677   | 10,22 / 100,00  | 0,66 |
|                         | Aliança Povo Unido              | 175   | 2,64 / 100,00   | 0,67 |
|                         | POUS-PST                        | 72    | 1,09 / 100,00   | -    |
|                         | Outros                          | 143   | 2,16 / 100,00   |      |
| Votos Inválidos         | Votos Inválidos                 | 242   | 3,66 / 100,00   | 1,44 |
| Total                   | Total                           | 6 624 | 100,00 / 100,00 |      |
| Eleitorado/Participação | Eleitorado/Participação         | 8 060 | 82,18 / 100,00  | 4,74 |

### Penamacor
| Partido                 | Partido                                         | Votos | %               | +/-  |
| ----------------------- | ----------------------------------------------- | ----- | --------------- | ---- |
|                         | Aliança Democrática                             | 3 190 | 50,98 / 100,00  | 1,61 |
|                         | Frente Republicana e Socialista                 | 2 164 | 34,59 / 100,00  | 0,34 |
|                         | Aliança Povo Unido                              | 245   | 3,92 / 100,00   | 0,36 |
|                         | POUS-PST                                        | 139   | 2,22 / 100,00   | -    |
|                         | Partido Comunista dos Trabalhadores Portugueses | 63    | 1,01 / 100,00   | 0,65 |
|                         | Outros                                          | 149   | 2,39 / 100,00   |      |
| Votos Inválidos         | Votos Inválidos                                 | 307   | 4,90 / 100,00   | 0,45 |
| Total                   | Total                                           | 6 257 | 100,00 / 100,00 |      |
| Eleitorado/Participação | Eleitorado/Participação                         | 7 698 | 81,28 / 100,00  | 4,19 |

### Proença-a-Nova
| Partido                 | Partido                         | Votos | %               | +/-  |
| ----------------------- | ------------------------------- | ----- | --------------- | ---- |
|                         | Aliança Democrática             | 6 200 | 76,38 / 100,00  | 2,75 |
|                         | Frente Republicana e Socialista | 1 248 | 15,38 / 100,00  | 1,60 |
|                         | Aliança Povo Unido              | 170   | 2,09 / 100,00   | 1,20 |
|                         | POUS-PST                        | 122   | 1,50 / 100,00   | -    |
|                         | Outros                          | 163   | 2,02 / 100,00   |      |
| Votos Inválidos         | Votos Inválidos                 | 214   | 2,64 / 100,00   | 0,14 |
| Total                   | Total                           | 8 117 | 100,00 / 100,00 |      |
| Eleitorado/Participação | Eleitorado/Participação         | 9 583 | 84,70 / 100,00  | 0,72 |

### Sertã
| Partido                 | Partido                         | Votos  | %               | +/-  |
| ----------------------- | ------------------------------- | ------ | --------------- | ---- |
|                         | Aliança Democrática             | 9 949  | 74,56 / 100,00  | 1,40 |
|                         | Frente Republicana e Socialista | 1 960  | 14,69 / 100,00  | 1,37 |
|                         | Aliança Povo Unido              | 350    | 2,62 / 100,00   | 0,80 |
|                         | POUS-PST                        | 179    | 1,34 / 100,00   | -    |
|                         | Outros                          | 344    | 2,57 / 100,00   |      |
| Votos Inválidos         | Votos Inválidos                 | 562    | 4,21 / 100,00   | 0,68 |
| Total                   | Total                           | 13 344 | 100,00 / 100,00 |      |
| Eleitorado/Participação | Eleitorado/Participação         | 16 081 | 82,98 / 100,00  | 2,53 |

### Vila de Rei
| Partido                 | Partido                         | Votos | %               | +/-  |
| ----------------------- | ------------------------------- | ----- | --------------- | ---- |
|                         | Aliança Democrática             | 2 849 | 85,45 / 100,00  | 1,34 |
|                         | Frente Republicana e Socialista | 275   | 8,25 / 100,00   | 1,17 |
|                         | Aliança Povo Unido              | 55    | 1,65 / 100,00   | 0,53 |
|                         | Outros                          | 67    | 2,01 / 100,00   |      |
| Votos Inválidos         | Votos Inválidos                 | 88    | 2,64 / 100,00   | 0,74 |
| Total                   | Total                           | 3 334 | 100,00 / 100,00 |      |
| Eleitorado/Participação | Eleitorado/Participação         | 3 962 | 84,15 / 100,00  | 1,59 |

### Vila Velha de Ródão
| Partido                 | Partido                         | Votos | %               | +/-  |
| ----------------------- | ------------------------------- | ----- | --------------- | ---- |
|                         | Frente Republicana e Socialista | 1 647 | 43,05 / 100,00  | 3,43 |
|                         | Aliança Democrática             | 1 404 | 36,70 / 100,00  | 3,75 |
|                         | Aliança Povo Unido              | 556   | 14,53 / 100,00  | 4,21 |
|                         | POUS-PST                        | 46    | 1,20 / 100,00   | -    |
|                         | Outros                          | 97    | 2,53 / 100,00   |      |
| Votos Inválidos         | Votos Inválidos                 | 76    | 1,99 / 100,00   | 1,55 |
| Total                   | Total                           | 3 826 | 100,00 / 100,00 |      |
| Eleitorado/Participação | Eleitorado/Participação         | 4 631 | 82,62 / 100,00  | 2,27 |